# اچ‌ام‌اس اسپرانس (۱۷۹۵)
اچ‌ام‌اس اسپرانس (۱۷۹۵) (به انگلیسی: HMS Esperance (1795)) یک کشتی است. این کشتی در سال ۱۷۹۳ ساخته شد.